# Швецов, Сергей Александрович
Сергей Александрович Швецов (7 июля 1960, Кутаиси, Грузинская ССР, СССР) — советский футболист, защитник, полузащитник, нападающий. Мастер спорта СССР (1980, лишён; повторно — 1981).

## Биография
Родители попали в Грузию во время Великой Отечественной войны, после окончания которой остались там жить.
Заниматься футболом начал в школе кутаисского «Торпедо» у Корнелия Абдаладзе. В 16 лет был взят тренером Анатолием Норакидзе в главную команду «Торпедо», выступавшую в первой лиге. В 1977 году в игре с московским «Спартаком» был замечен главным тренером Константином Бесковым, который посоветовал Швецова своему приятелю — главному тренеру ленинградского «Зенита» Юрию Морозову. В «Зените» Швецов отыграл три года и после сезона 1980 г. решил перейти в московский «Спартак». Это было воспринято, особенно в Ленинграде, как крайне неэтичный поступок; в результате — исключён из комсомола, ему не вручили бронзовую медаль чемпионата СССР и лишили звания мастера спорта.
В первые два сезона за «Спартак» провёл в чемпионате 49 матчей из 60, но в 1982 году на тренировке перед игрой с «Валенсией» в столкновении с Алексеем Прудниковым получил тяжёлую травму — порыв связочного аппарата и перелом малой берцовой кости с вывихом, и за два следующих сезона сыграл только 19 матчей. В еврокубковых турнирах УЕФА провёл 13 матчей, забил 6 мячей.
В 1985 вернулся в кутаисское «Торпедо», вышедшее в высшую лигу, затем играл за «Гурию» Ланчхути, «Локомотив» Самтредиа, любительский СК МЭЛЗ, команду ветеранов. В 1991—1992 годах выступал за бельгийский клуб 4 дивизиона «Борнэм», где и закончил карьеру.
За сборную СССР провёл один матч — в 1980 году против сборной Аргентины. В 1982 году входил в расширенный круг кандидатов на поездку на чемпионат мира.

### Стиль игры
Атлетически сложенный, быстрый, резкий, уверенно чувствовал себя в силовых единоборствах, хорошо играл головой. Росту его спортивной карьеры помешала тяжёлая травма, полученная в 1983 году.— 
Два года тренировал детские команды в «Трудовых резервах», затем стал работать охранником.

### Семья
Женат, трое детей.

## Достижения
Чемпионат СССР:
- Серебряный призёр (3): 1981, 1983, 1984
- Бронзовый призёр (2): 1980, 1982